# José Antonio Pavón y Jiménez
José Antonio Pavón y Jiménez (* 22. April 1754 in Casatejada, Provinz Cáceres; † 1844 in Madrid) war ein spanischer Naturwissenschaftler (Geografie, Physik, Chemie, Mineralogie, Pharmazie,  Botanik). Sein offizielles botanisches Autorenkürzel lautet „Pav.“; die gemeinsame Autorschaft von Ruiz López und Pavón y Jiménez wird in der botanischen Literatur mit „Ruiz & Pav.“ abgekürzt.

## Leben und Wirken
Pavón nahm an der von König Carlos III. veranlassten ersten Expedition ins Vizekönigreich Peru 1777–1788 teil. Bis 1785 war auch der französische Arzt und Botaniker Joseph Dombey und der Maler Isidro Gálvez dabei.
Zusammen mit Hipólito Ruiz Lopez bereiste er von 1779 bis 1788 Chile, Peru und andere südamerikanische Länder. Pavón sah seine wissenschaftlichen Bemühungen nicht ausreichend gewürdigt; er war deshalb recht unglücklich. Er musste sogar bis 1834 auf eine Berufung an den königlichen botanischen Garten in Madrid warten, zu dem Zeitpunkt war er 80 Jahre alt.

## Ehrungen
Die Pflanzengattung Pavonia Cav. aus der Familie der Malvengewächse (Malvaceae) wurde zu seinen Ehren benannt.

## Werke
Gemeinsam mit Hipólito Ruiz López gab er folgende Werke heraus:
- Florae peruvianae et chilensis prodromus ..., 1794
- Systema vegetabilium florae peruvianae chilensis, 1798
- Flora peruviana, et chilensis, sive descriptiones, et icones ..., 1798–1802